# Kevin Van Impe
Pour les articles homonymes, voir Van Impe.
Kevin Van Impe est un coureur cycliste belge né le 19 avril 1981 à Alost. Il est spécialiste des courses pavées, pour lesquelles il est devenu un des principaux équipiers de Tom Boonen. 
Il est le fils de l'ancien cycliste Frank Van Impe, et le neveu du vainqueur du Tour de France 1976 Lucien Van Impe.

## Biographie
Passé professionnel en 2002 chez Lotto, Van Impe remporte sa première victoire en 2003 dans la 3e étape du Tour de Rhénanie-Palatinat. Malgré une deuxième place au Grand Prix de la ville de Zottegem en 2004, Van Impe tarde à confirmer, et doit rejoindre l'équipe Chocolade Jacques-T-Interim en 2005. 
Cette année-là, il réussit ses meilleures performances. Il termine deuxième de Kuurne-Bruxelles-Kuurne et du Championnat de Belgique, deux courses réputées, et remporte son deuxième succès au Circuit du Houtland. Il est alors repéré par l'équipe Quick Step-Innergetic qui fait de Van Impe un des membres de la garde rapprochée de Tom Boonen pour les classiques flandriennes. 
Non content de participer activement aux victoires de Boonen sur ces classiques, il y réussit plusieurs performances, terminant notamment neuvième de Paris-Roubaix en 2007. Le 28 septembre 2006, il remporte la 1re étape du Circuit franco-belge. Portant le maillot de leader de bout en bout, il remporte le classement général final.  
En mars 2008, il subit un contrôle antidopage alors qu'il se trouve dans un crématorium afin de régler des formalités à la suite du décès de son fils. Cet événement provoque des réactions dans le peloton qui, en signe de protestation, retarde de quelques minutes le départ de la septième étape de Paris-Nice.
Le 25 mars 2009, il remporte À travers les Flandres, devançant au sprint son compagnon d'échappée Niko Eeckhout.
Pour la saison 2012, il est engagé par l'équipe Vacansoleil-DCM. Il décide cependant de mettre prématurément fin à sa carrière au mois de mars pour des raisons personnelles.

## Palmarès et résultats

### Palmarès amateur
- 1999
  -  Champion de Belgique du contre-la-montre juniors
  - Tour du Condroz
  - 1re et 2e étapes du Ronde van de Denderstreek
  - 2e (contre-la-montre) et 4e étapes des Trois Jours d'Axel
  - 3e étape du Dusika Jugend Tour (contre-la-montre)
- 2000
  - Champion de Flandre-Orientale sur route espoirs
  - Champion de Flandre-Orientale du contre-la-montre espoirs
  - Coupe Egide Schoeters
  - 3e du championnat de Belgique du contre-la-montre espoirs
- 2001
  - OZ Wielerweekend
  - Liedekerkse Pijl
  - 2e de Hasselt-Spa-Hasselt
  - 2e de l'Internationale Wielertrofee Jong Maar Moedig

### Palmarès professionnel
| - 2003 - 3e étape du Tour de Rhénanie-Palatinat - 2e du Stadsprijs Geraardsbergen - 2004 - 2e du Grand Prix de la ville de Zottegem - 3e de la Puivelde Koerse - 2005 - Circuit du Houtland - 2e de Kuurne-Bruxelles-Kuurne - 2e de la Wanzele Koerse - 2e du championnat de Belgique sur route - 2e du Grand Prix Frans Melckenbeeck - 2006 - Circuit franco-belge : - Classement général - 1re étape | - 2007 - Circuit franco-belge - 1re étape du Tour du Qatar (contre-la-montre par équipes) - 9e de Paris-Roubaix - 2009 - À travers les Flandres - 2010 - Grand Prix Briek Schotte |  |

### Résultats sur les grands tours

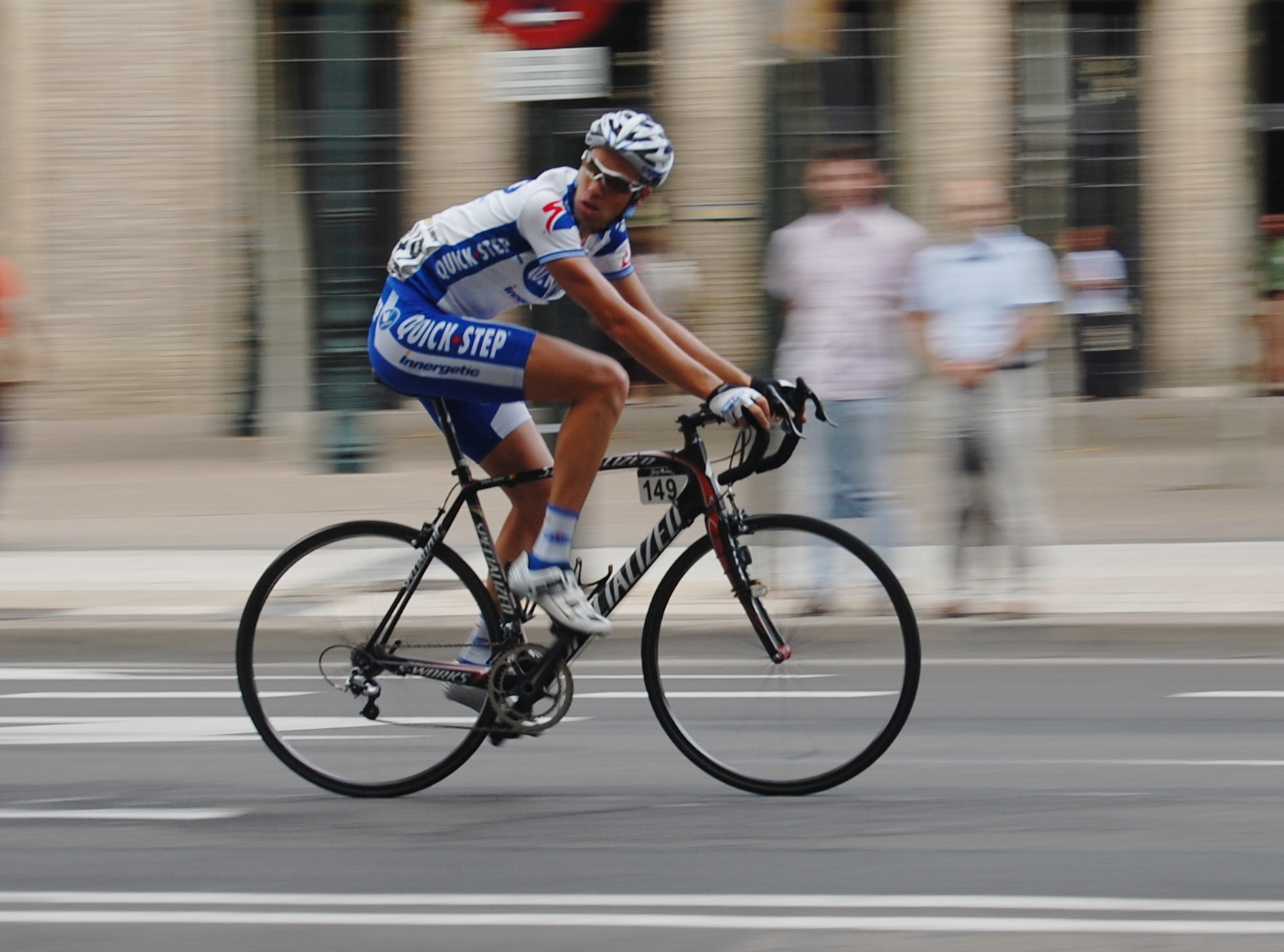
Kevin Van Impe pendant le Tour d'Espagne 2008

#### Tour d'Italie
1 participation
- 2003 : abandon (14e étape)

#### Tour d'Espagne
2 participations
- 2006 : 129e
- 2008 : 126e